# Aviation/LAX
Aviation/LAX – to nadziemna stacja zielonej linii metra w Los Angeles. Stacja znajduje się nad Aviation Boulevard przy Imperial Highway na południe od Century Freeway w mieście El Segundo w Kalifornii. Na tej stacji metra można się przesiąść na bezpłatny autobus kursujący do Portu Lotniczego Los Angeles. Na początku ta stacja nosiła nazwę Aviation/I-105 i ta nazwa może jeszcze być czasami stosowana. Kiedy budowa linii metra Crenshaw Corridor będzie zakończona (zakończenie planowane jest na rok 2016 lub 2018) będzie dzielić tę trasę razem z linią zieloną w kierunku zachodnim. Tramwaje linii Crenshaw Corridor nie będą się zatrzymywały na tej stacji. Jednak ta stacja zmieni swoje przeznaczenie gdy trasa zielonej linii zostanie podzielona na dwie odnogi. Południowe odgałązienie linii poprowadzone będzie po aktualnym szlaku do stacji Redondo Beach, natomiast północne odgałęzienie do nowej stacji Aviation/Century w Porcie lotniczym Los Angeles

## Miejsca użyteczności publicznej
- Port lotniczy Los Angeles

## Godziny kursowania
Tramwaje zielonej linii kursują codziennie od około godziny 5:00 do 0:45

## Połączenia autobusowe

### Autobusy Metro
- Metro Local: 120, 625

### Inne lokalne i podmiejskie linie autobusowe
- Beach Cities Transit: 109
- Culver City Transit: 6, Rapid 6
- Santa Monica Transit: 3, Rapid 3
- Municipal Area Express: 2, 3, 3X
- LAX Shuttle: G (obsługuje terminale LAX 1-8 i Bradley International Terminal poprzez niższy poziom World Way)